# Trident (cráter)

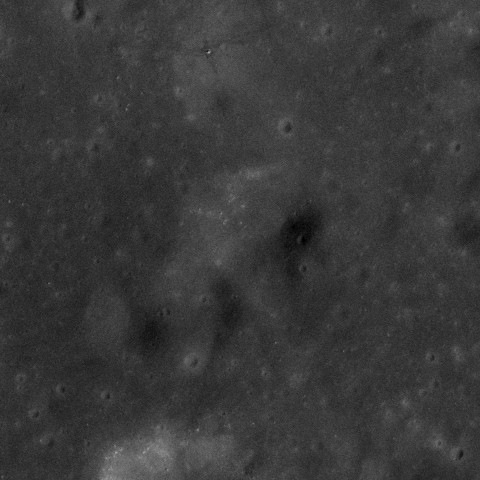
Imagen panorámica desde el Apolo 17. Nótese que el módulo lunar Challenger es visible como un pixel brillante sobre el centro.

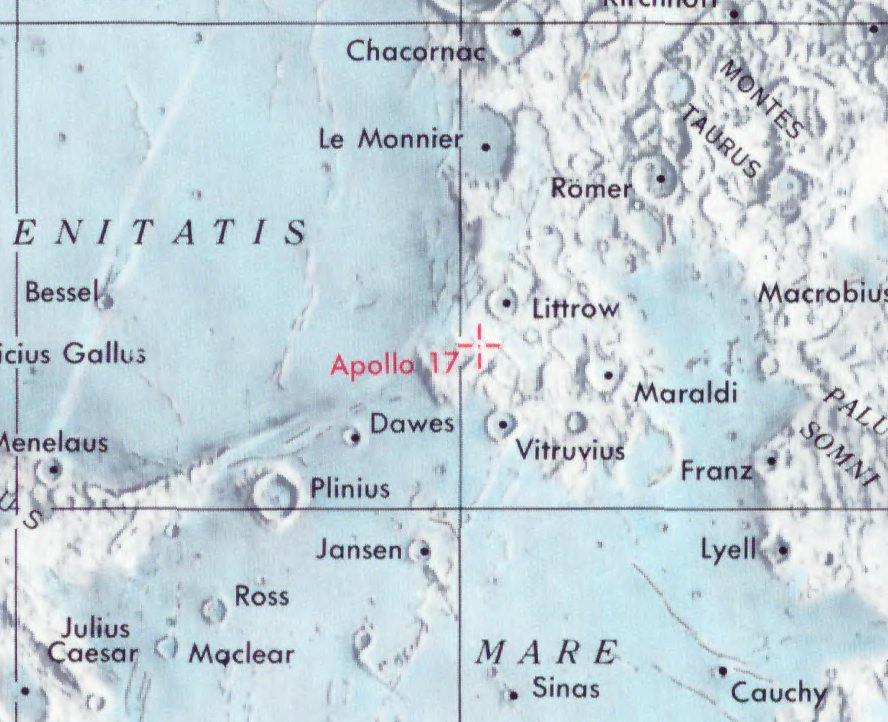
Localización del lugar de aterrizaje del Apolo 17

Trident es un pequeño cráter lunar situado en el valle Taurus-Littrow. Los astronautas Eugene Cernan y Harrison Schmitt aterrizaron en 1972 a unos 300 m al norte de su borde durante la misión Apolo 17. Circularon junto al borde este de Trident durante la EVA 1 en su rover.
Al sur de Trident se localiza Powell, al oeste se sitúan Camelot y Horatio, y al este está Sherlock.

## Denominación
El cráter fue nombrado por los astronautas por el parecido de su forma a un tridente. La denominación tiene su origen en los topónimos utilizados en la hoja a escala 1/50.000 del Lunar Topophotomap con la referencia "43D1S1 Apollo 17 Landing Area".